# Jesús Ochoa
Jesús Ochoa Domínguez (Hermosillo, 24 de dezembro de 1959) ou mais conhecido como Jesús Ochoa, é um ator e comediante mexicano.

## Filmografia

### Cinema
- No se aceptan devoluciones (2013)
- Atrapen al gringo  (2012).... Caracas
- Aquí entre nos (2012)
- Labios Rojos (2011)
- Salvando al soldado perez (2011)
- Más Amaneceres (2011) .... Güerón Jiménez
- Boogie, el aceitoso (2010) .... Boogie
- Quantum of Solace (2008) .... Orso
- Paraíso Travel (2008)
- Divina confusión (2008) .... Zeus
- Beverly Hills Chihuahua (2008) .... Oficial Ramírez
- J-ok'el (2007) ... Jefe de policías
- Padre Nuestro (2007) .... Diego
- Perrito bomba (2007) ... Tendero (cortometraje)
- Un mundo maravilloso (2006) .... El Tamal
- Voces inocentes (2005) .... Chofer
- Hijas de su madre: Las Buenrostro (2005)
- Zapata, el sueño del héroe (2004) .... Victoriano Huerta
- Conejo en la luna (2004) .... Macedonio Ramírez
- Hombre en Llamas (2004) .... Comandante Fuentes
- Asesino en serio (2003) .... Comandante Martínez (coproducción con España)
- Nicotina (2003) .... Tomson (coproducción con Argentina y España)
- Ciudades oscuras (2002) .... Riquelme
- El segundo aire (2001) .... Moisés
- Sin dejar huella (2000)... Mendizábal
- Los maravillosos olores de la vida (2000) (cortometraje)
- La ley de Herodes (1999) .... Nuevo alcalde
- Bajo California: el límite del tiempo (1998) .... Arce
- Et hjørne af paradis (Un rincón del paraíso) (1997) .... Scarface
- Alta tensión (1996)
- Cilantro y perejil (1996) .... Jaime, mesero
- Dos crímenes (1995) .... Fernando
- Entre Pancho Villa y una mujer desnuda (1996) .... Pancho Villa
- La orilla de la tierra (1995) .... Gregorio
- Sin remitente (1995) .... Médico forense
- Desiertos mares (1994) .... Homem
- Ponchada (1994) .... Homem
- Sucesos distantes (1994) .... Hércules

### Televisão
- Por amar sin ley (2018) ... Taxista
- El bienamado (2017) ... Odorico Cienfuegos
- El hotel de los secretos (2016) ... Serapio Ayala
- Yo no creo en los hombres (2014-15) ... O Advogado Marcelo Monterrubio
- Libre para amarte  (2013) ... Don Zacarías del Pino
- Por ella soy Eva   (2012) ... Adriano Reyes
- Para volver a amar (2010) ... Rolando Salgar
- Se busca un hombre (2007) ... Pepe
- Campeones de la vida (2006) ... Jesús "Chucho" Duarte
- Los Sánchez (2005)
- La duda (2002) ... Santiago
- Amores... querer con alevosía (2001) ... Miguel Ángel
- El amor de mi vida (1998) ... Leopoldo Mirabal
- Demasiado corazón (1998)
- Marisol (1996) ... Don Fortunato
- Retrato de familia (1995) - Licenciado do Ministério Público
- Si Dios me quita la vida (1995)
- Ángeles sin paraíso (1992)

## Prêmios e indicações

### TVyNovelas
| Ano  | Categoria                   | Telenovela         | Resultado |
| ---- | --------------------------- | ------------------ | --------- |
| 2013 | Melhor ator co-protagonista | Por ella soy Eva   | Venceu    |
| 2011 | Melhor ator co-protagonista | Para volver a amar | Venceu    |